# ФК Бајерн Минхен
ФК Бајерн Минхен немачки је фудбалски клуб из Минхена. Тренутно се такмичи у Бундеслиги. Најуспешнији је клуб у историји немачког фудбала; 34 пута је клуб био шампион Бундеслиге док је 20 пута освојио национални куп.
Бајерн је основало једанаест фудбалера, које је предводио Франц Џон, 1900. године. Иако је Бајерн освојио првенство Немачке 1932, клуб није био изабран у скуп екипа које ће чинити новоформирано домаће фудбалско такмичење — Бундеслигу, 1963. године. Највећи период успеха био је током средине 70-их година под капитенством Франца Бекенбауера када је клуб трипут узастопно био победник Купа европских шампиона (1974, 1975. и 1976). Баварци су укупно једанаест пута учествовали у финалима Купа европских шампиона, односно Лиге шампиона а последњи пут су били прваци 2020. када су освојили своју шесту титулу шампиона Европе. Бајерн је такође био шампион по једног Купа УЕФА и Купа победника купова те по два Суперкупа Европе, Интерконтинентална купа и Светска клупска првенства што га чини једним од најуспешнијих европских фудбалских клубова. Локални Бајернови ривали су Минхен 1860 и Нирнберг, а најпознатије ривалство има са Борусијом Дортмунд.
Од 2005. године, Бајерн домаће утакмице игра на Алијанц арени. До тада је клуб из Минхена 33 године био домаћин на Олимпијском стадиону. Традиционалне клупске боје су црвена и бела док је грб у бојама заставе Баварске. Када је реч о приходима, Бајерн Минхен је четврти фудбалски клуб са највећом зарадом на свету, који је 2019. зарадио укупно 629,2 милиона евра.
На крају сезоне 2020/21, Бајерн је био први на УЕФА-иној клупској ранг-листи.

## Историја
Бајерн је основан 1900. године, а у првих четврт века није није имао запаженије успехе. У другој половини Вајмарске Републике освојили су два шампионата Јужне Немачке и прву титулу националног првака - 1932. године. Следеће године су управо из њиховог града на власт у земљи стигли нацисти и потписали смртну пресуду за клуб. Председник и тренер клуба у то доба су били Јевреји, који су напустили земљу да би сачували живот.
Клуб је после Другог светског рата играо у локалној Оберлиги (једној од пет у Немачкој) и једном чак испао из ње, пре него што ће 1957. освојити први (од 20) трофеја у Купу. Лоши резултати нису препоручили Бајерн за место у уводној Бундеслиги, па су у највиши лигашки ранг стигли тек у трећој сезони. Међутим, већ тада су основе постављене - тренер Златко Чајковски организовао је млади тим, предвођен Бекенбауером, Милером и Мајером, који ће доминирати дуже од деценије. Бајерн је убрзо почео да ређа трофеје, укључујући и три узастопне европске титуле (1974, 1975. и 1976).
Крајем 1980-их (освајањем десете титуле) Бајерн је од Нирнберга преузео титулу Рекордмајстера, мало затим Келн је свргнут са првог места вечне табеле Бундеслиге. Данас је Бајерн убедљиво најтрофејнији клуб Немачке, апсолутни рекордер по броју шампионских титула (30).
Током протеклих десетак година Бајерн је отишао корак даље. Из сезоне у сезону у срце Баварске стижи најбољи фудбалери главних ривала у лиги, што има лош утицај на само такмичење, али ствара потпуну доминацију Бајерна. Насупрот томе, Бајерн има велике проблеме да одржи корак са ривалима из богатијих лига у Енглеској, Шпанији и Италији, а доба када су његови играчи пет пута у 12 година били бирани за најбоље на континенту је плусквамперфекат. Рангиран је као трећи у листи ФИФА најбољих клубова 20. века.

## Успеси

### Национални
- Бундеслига
  - Првак (34–рекорд) : 1931/32, 1968/69, 1971/72, 1972/73, 1973/74, 1979/80, 1980/81, 1984/85, 1985/86, 1986/87, 1988/89, 1989/90, 1993/94, 1996/97, 1998/99, 1999/00, 2000/01, 2002/03, 2004/05, 2005/06, 2007/08, 2009/10, 2012/13, 2013/14, 2014/15, 2015/16, 2016/17, 2017/18, 2018/19, 2019/20, 2020/21, 2021/22, 2022/23, 2024/25.
  - Вицепрвак (10) : 1969/70, 1970/71, 1987/88, 1990/91, 1992/93, 1995/96, 1997/98, 2003/04, 2008/09, 2011/12.
- Куп Немачке
  - Освајач (20–рекорд) : 1956/57, 1965/66, 1966/67, 1968/69, 1970/71, 1981/82, 1983/84, 1985/86, 1997/98, 1999/00, 2002/03, 2004/05, 2005/06, 2007/08, 2009/10, 2012/13, 2013/14, 2015/16, 2018/19, 2019/20.
  - Финалиста (4) : 1984/85, 1998/99, 2011/12, 2017/18.
- Суперкуп Немачке
  - Освајач (12–рекорд) : 1982 (незванично), 1987, 1990, 2010, 2012, 2016, 2017, 2018, 2020, 2021, 2022, 2025.
  - Финалиста (8) : 1989, 1994, 2008 (незванично), 2013, 2014, 2015, 2019, 2023.
- Фуџи куп Немачке (претеча лига купа)
  - Освајач (5–рекорд) : 1986, 1987, 1988, 1994, 1995.
  - Финалиста (2) : 1993, 1996.
- Лига куп Немачке
  - Освајач (6–рекорд) : 1997, 1998, 1999, 2000, 2004, 2007.
  - Финалиста (1) : 2006.
- Телеком куп Немачке (наследник лига купа)
  - Освајач (5–рекорд) : 2013, 2014, 2017 (зимски), 2017 (летњи), 2019. (зимски)
  - Финалиста (1) : 2010.

### Међународни
- Интерконтинентални куп
  - Освајач (2–најуспешнији немачки клуб) : 1976, 2001.
- Светско клупско првенство
  - Освајач (2–најуспешнији немачки клуб) : 2013, 2020.[9]
- Куп европских шампиона / Лига шампиона
  - Освајач (6–најуспешнији немачки клуб) : 1973/74, 1974/75, 1975/76, 2000/01, 2012/13, 2019/20.
  - Финалиста (5) : 1981/82, 1986/87, 1998/99, 2009/10, 2011/12.
- Куп победника купова
  - Освајач (1) : 1966/67.
- Куп УЕФА
  - Освајач (1) : 1995/96.
- Суперкуп Европе / УЕФА суперкуп
  - Освајач (2–најуспешнији немачки клуб) : 2013, 2020.
  - Финалиста (3) : 1975, 1976, 2001.

### Триплете
Бајерн је једини европски клуб који је успео да освоји све могуће триплете (континентална, домаћа и европска триплета).
- Триплета
  - Континентална триплета (Бундеслига, Куп Немачке, Лига шампиона)
    - 2012/13, 2019/20.

  - Европска триплета (Куп победника купова, Куп европских шампиона, Куп УЕФА)
    - Куп победника купова 1966/67, Куп европских шампиона 1973/74, Куп УЕФА 1995/96.

  - Домаћа триплета (Бундеслига, Куп Немачке, Лига куп Немачке)
    - 1999/00.

Такмичења која се састоје од само једног меча где учествују две екипе (нпр. Суперкуп Европе или Суперкуп Немачке) углавном се не рачунају као део трипле круне.

## Сва финала међународних купова Бајерн Минхена
Куп европских шампиона / Лига шампиона
| 1973/74. | Бајерн Минхен      | 1-1, 4-0  | Атлетико Мадрид   |
| 1974/75. | Бајерн Минхен      | 2-0       | Лидс јунајтед     |
| 1975/76. | Бајерн Минхен      | 1-0       | Сент Етјен        |
| 1981/82. | Астон Вила         | 1-0       | Бајерн Минхен     |
| 1986/87. | Порто              | 2-1       | Бајерн Минхен     |
| 1998/99. | Манчестер јунајтед | 2-1       | Бајерн Минхен     |
| 2000/01. | Бајерн Минхен      | 1-1 (5-4) | Валенсија         |
| 2009/10. | Интер              | 2-0       | Бајерн Минхен     |
| 2011/12. | Бајерн Минхен      | 1-1 (3-4) | Челси             |
| 2012/13. | Бајерн Минхен      | 2-1       | Борусија Дортмунд |
| 2019/20. | Бајерн Минхен      | 1-0       | Пари Сен Жермен   |

Куп победника купова
| 1966/67. | Бајерн Минхен | 1-0 | Ренџерс |

Куп УЕФА
| 1995/96. | Бајерн Минхен | 2-0, 3-1 | Бордо |

Суперкуп Европе / УЕФА суперкуп
| 1975. | Бајерн Минхен | 0-1, 0-2  | Динамо Кијев |
| 1976. | Бајерн Минхен | 2-1, 1-4  | Андерлехт    |
| 2001. | Бајерн Минхен | 2-3       | Ливерпул     |
| 2013. | Бајерн Минхен | 2-2 (5-4) | Челси        |
| 2020. | Бајерн Минхен | 2-1       | Севиља       |

Интерконтинентални куп
| 1976. | Бајерн Минхен | 2-0, 0-0 | Крузеиро     |
| 2001. | Бајерн Минхен | 1-0      | Бока јуниорс |

Светско клупско првенство
| 2013. | Бајерн Минхен | 2-0 | Раџа Казабланка |
| 2020. | Бајерн Минхен | 1-0 | УАНЛ Тигрес     |

## Играчи

### Тренутни састав
Ажурирано 28. јануара 2024.
| Бр. |              | Позиција | Играч                                  |
| --- | ------------ | -------- | -------------------------------------- |
| 1   | Њемачка      | Г        | Мануел Нојер (капитен)                 |
| 2   | Француска    | О        | Дајо Упамекано                         |
| 3   | Јужна Кореја | О        | Ким Минџе                              |
| 4   | Холандија    | О        | Матајс де Лихт                         |
| 6   | Њемачка      | С        | Џошуа Кимих                            |
| 7   | Њемачка      | Н        | Серж Гнабри                            |
| 8   | Њемачка      | С        | Леон Горецка                           |
| 9   | Енглеска     | Н        | Хари Кејн                              |
| 10  | Њемачка      | Н        | Лероа Сане                             |
| 11  | Француска    | Н        | Кингсле Коман                          |
| 13  | Камерун      | Н        | Ерик Шупо-Мотинг                       |
| 15  | Енглеска     | О        | Ерик Дајер (на позајмици из Тотенхема) |
| 18  | Израел       | Г        | Данијел Перец                          |

| Бр. |             | Позиција | Играч                          |
| --- | ----------- | -------- | ------------------------------ |
| 19  | Канада      | С        | Алфонсо Дејвис                 |
| 20  | Сенегал     | О        | Буна Сар                       |
| 22  | Португалија | О        | Рафаел Гереиро                 |
| 23  | Француска   | О        | Саша Бое                       |
| 25  | Њемачка     | Н        | Томас Милер (заменик капитена) |
| 26  | Њемачка     | Г        | Свен Улрајх                    |
| 27  | Аустрија    | С        | Конрад Лајмер                  |
| 28  | Њемачка     | О        | Тарек Бухман                   |
| 39  | Француска   | Н        | Матис Тел                      |
| 40  | Мароко      | О        | Нусаир Мазрауи                 |
| 41  | Њемачка     | О        | Франс Крециг                   |
| 42  | Њемачка     | С        | Џамал Мусијала                 |
| 45  | Њемачка     | С        | Александар Павловић            |

### На позајмици
| Бр. |          | Позиција | Играч                                                |
| --- | -------- | -------- | ---------------------------------------------------- |
| —   | Њемачка  | С        | Паул Ванер (у Елверсбергу до 30. јуна 2024)          |
| —   | Хрватска | С        | Габријел Видовић (у Динамо Загребу до 30. јуна 2024) |
| —   | Њемачка  | Г        | Јоханес Шенк (у Пројсен Минстеру до 30. јуна 2024)   |
| —   | Њемачка  | Г        | Александер Нибел (у Штутгарту до 30. јуна 2024)      |

| Бр. |                           | Позиција | Играч                                                 |
| --- | ------------------------- | -------- | ----------------------------------------------------- |
| —   | Сједињене Америчке Државе | Н        | Малик Тилман (у ПСВ Ајндховену до 30. јуна 2024)      |
| —   | Хрватска                  | О        | Јосип Станишић (у Бајер Леверкузену до 30. јуна 2024) |
| —   | Њемачка                   | С        | Аријон Ибрахимовић (у Фрозинонеу до 30. јуна 2024)    |
| —   | Њемачка                   | Н        | Јусуф Кабадаји (у Шалкеу 04 до 30. јуна 2024)         |

### Познати бивши играчи
| - Жан-Мари Пфаф - Олаф Тон - Клаус Аугенталер - Рејмонд Ауман - Валтер Јунгханс - Јуп Капелман - Михаел Балак - Франц Бекенбауер - Паул Брајтнер - Данијел Ван Бујтен - Бернд Дирнбергер - Штефан Ефенберг - Ђоване Елбер - Руђеро Рицители - Марио Гомез - Александер Циклер - Торстен Финк - Марио Базлер - Хасан Салихамиџић - Зе Роберто - Марк ван Бомел - Бастијан Швајнштајгер - Жан-Пјер Папен - Бранко Облак - Милош Милутиновић - Кристијан Нерлингер - Филип Лам - Холгер Бадштубер - Данијел Прањић - Меди Бенатија - Хуан Бернат - Франк Рибери - Арјен Робен - Тијаго Алкантара - Хави Мартинез - Роберт Левандовски - Јан Зомер - Дејли Блинд - Жоао Кансело |  | - Ханс Бауер - Дитер Хенес - Ули Хенес - Оливер Кан - Јирген Клинсман - Томас Линке - Биксенте Лизаразу - Томас Хелмер - Штефан Ројтер - Сеп Мајер - Рој Макај - Лотар Матеус - Кристијан Циге - Ћиријако Сфорца - Томас Штрунц - Карстен Јанкер - Торстен Фрингс - Лукас Подолски - Самуел Куфур - Клаудио Пизаро - Пепе Реина - Мартин Демикелис - Маркус Минх - Масимо Одо - Данте - Шаби Алонсо - Овен Харгривс - Марио Геце - Даглас Коста - Себастијан Руди - Рафиња - Хамес Родригез - Матс Хумелс - Иван Перишић - Жером Боатенг - Давид Алаба - Никлас Силе - Бенжамен Павар - Марсел Сабицер |  | - Вернер Олк - Герд Милер - Ханс Пфлиглер - Франц Рот - Емил Костадинов - Тони Крос - Карл-Хајнц Румениге - Јирген Колер - Мехмет Шол - Маркус Бабел - Роберт Ковач - Нико Ковач - Георг Шварценбек - Роланд Волфарт - Рајнер Зобел - Брајан Лаудруп - Мирослав Клозе - Михаел Тарнат - Јенс Јеремис - Лука Тони - Вили Сањол - Лусио - Анатолиј Тимошчук - Звјездан Мисимовић - Ханс-Јорг Бут - Ивица Олић - Луиз Густаво - Марио Манџукић - Емре Џан - Себастијан Роде - Артуро Видал - Сандро Вагнер - Ренато Саншес - Алваро Одриозола - Филипе Кутињо - Корентин Толисо - Рајан Гравенберх - Садио Мане - Лукас Ернандез |

### Капитени
| Године     | Капитен               |
| ---------- | --------------------- |
| 1965.      | Адолф Кунствадл       |
| 1965—1970. | Вернер Олк            |
| 1970—1977. | Франц Бекенбауер      |
| 1977—1979. | Сеп Мајер             |
| 1979.      | Герд Милер            |
| 1979—1980. | Ханс-Георг Шварценбек |
| 1980—1983. | Паул Брајтнер         |
| 1983—1984. | Карл Хајнц Румениге   |
| 1984—1991. | Клаус Аугенталер      |
| 1991—1994. | Рајмонд Ауман         |
| 1994—1997. | Лотар Матеус          |
| 1997—1999. | Томас Хелмер          |
| 1999—2002. | Штефан Ефенберг       |
| 2002—2008. | Оливер Кан            |
| 2008—2011. | Марк ван Бомел        |
| 2011—2017. | Филип Лам             |
| 2017—      | Мануел Нојер          |

### Повучени бројеви
12  — у част навијача клуба који симболично представљају подршку тиму као 12. играч.

## Тренери
| - Виљем Хеселинк (1903—1906) - Томас Тејлор (1907—1909) - Георг Хоер (1909—1911) - Томас Тејлор (1911) - Чарлс Грифитс (1911—1912) - Вилијам Таунли (1914) - Франц Крајсел (1915) - Франц Бауман (1916—1917) - Хајнц Кирстнер (1917—1918) - Карл Шторх (1918—1919) - Вилијам Таунли (1919—1921) - Ханс Шмит (1921—1924) - Џим Мекферсон (1924—1927) - Лео Вајс (1927—1928) - Калман Конрад (1928—1930) - Рихард Кон (1931—1933) - Ханс Тојшерт (1933—1934) - Лудвиг Хофман (1934—1935) - Рихард Михалке (1935—1937) - Хајнц Кернер (1937—1938) - Лудвиг Голдбрунер (1938—1943) - Конрад Хејдкамп (1943—1945) - Рихард Хег (1945—1946) - Јозеф Потингер (1946—1947) - Алвин Римке (1947) - Франц Дитл (1947—1948) - Алвин Римке (1948—1950) - Дејвид Дејвисон (1950) - Макс Шефер (1951—1953) - Георг Бајерер (1953—1954) - Георг Кнофле (1954—1955) - Јакоб Штрајтле (1955) - Херберт Мол (1955—1956) - Вилибалд Хан (1956—1958) - Херберт Мол (1958) - Адолф Патек (1958—1961) | - Хелмут Шнајдер (1961—1963) - Златко Чајковски (1963—1968) - Бранко Зебец (1968—1970) - Удо Латек (1970—1975) - Дитмар Крамер (1975—1977) - Ђула Лорант (1977—1979) - Пал Чернај (1979—1983) - Рајнхард Зафтиг (1983) привремено - Удо Латек (1983—1987) - Јуп Хајнкес (1987—1991) - Серен Лерби (1991—1992) - Ерик Рибек (1992—1993) - Франц Бекенбауер (1993—1994) - Ђовани Трапатони (1994—1995) - Ото Рехагел (1995—1996) - Франц Бекенбауер (1996) - Клаус Аугенталер (1996) привремено - Ђовани Трапатони (1996—1998) - Отмар Хицфелд (1998—2004) - Феликс Магат (2004—2007) - Отмар Хицфелд (2007—2008) - Јирген Клинсман (2008—2009) - Јуп Хајнкес (2009) привремено - Луј ван Гал (2009—2011) - Андрис Јонкер (2011) привремено - Јуп Хајнкес (2011—2013) - Ђузеп Гвардиола (2013—2016) - Карло Анчелоти (2016—2017) - Вили Сањол (2017) привремено - Јуп Хајнкес (2017—2018) - Нико Ковач (2018—2019) - Ханс Дитер Флик (2019—2021) - Јулијан Нагелсман (2021—2023) - Томас Тухел (2023—2024) - Венсан Компани (2024—данас) |

## Дресови (произвођачи и спонзори)
| Период     | Произвођач | Спонзор на дресу (спреда) | Спонзор на дресу (рукави)                            |
| ---------- | ---------- | ------------------------- | ---------------------------------------------------- |
| 1974—1978. | Adidas     | Adidas                    | Нема                                                 |
| 1978—1981. | Adidas     | Magirus Deutz             | Нема                                                 |
| 1981—1984. | Adidas     | Iveco Magirus             | Нема                                                 |
| 1984—1989. | Adidas     | Commodore                 | Нема                                                 |
| 1989—2002. | Adidas     | Opel                      | Нема                                                 |
| 2002—данас | Adidas     | Deutsche Telekom          | Hamad Airport (2017—2018) Qatar Airways (2018—данас) |

## Грб кроз историју
- 1901.
- 1902—1906.
- 1906—1919.
- 1919—1924.
- 1925—1954.
- 1954—1996.
- 1996—2002.
- 2002—2017.
- 2017—

## УЕФА коефицијент
Ажурирано 14. децембра 2020 
| Место | Држава  | Клуб            | Бодова  |
| ----- | ------- | --------------- | ------- |
| 1     | Немачка | Бајерн Минхен   | 127,000 |
| 2     | Шпанија | Барселона       | 121,000 |
| 3     | Италија | Јувентус        | 118,000 |
| 4     | Шпанија | Реал Мадрид     | 117,000 |
| 5     | Шпанија | Атлетико Мадрид | 115,000 |